# Pasquale Lombardi
Pasquale Lombardi (Origgio, 15 giugno 1939 – Origgio, 30 dicembre 2018) è stato un calciatore italiano, di ruolo centrocampista.

## Carriera
Dopo due anni al Saronno in Serie C, dove tra l'altro segna il gol nello spareggio retrocessione (Saronno-Pro Vercelli 1-0 disputata a Novara), passa alla Pro Patria con cui disputa quattro campionati di Serie B per un totale di 112 presenze e 2 gol, e dopo la retrocessione in Serie C avvenuta nel 1966 disputa altri sei campionati nella terza serie.
Con la maglia dei tigrotti conta in totale 286 presenze, risultando il quinto calciatore per numero di gare giocate con la Pro Patria.

## Palmarès

### Club

#### Competizioni nazionali
- Serie D: 1

Saronno: 1959-1960 (girone B)